# Miyabe Kingo

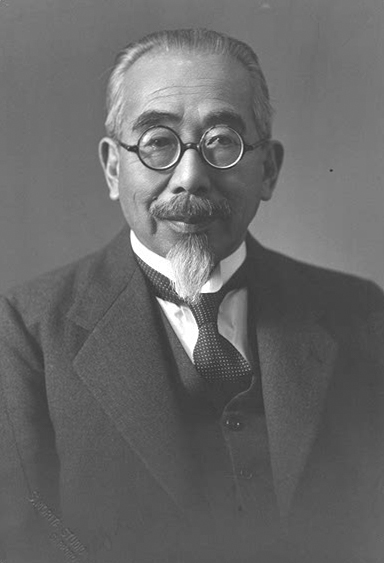
Miyabe Kingo

Miyabe Kingo (japanisch 宮部 金吾; geboren 27. April 1860 in Edo; gestorben 16. März 1951) war ein japanischer Botaniker, der sich um Hokkaidō verdient gemacht hat.

## Leben und Werk
Miyabe Kingo wurde in Edo geboren. Er schloss 1881 sein Studium an der Sapporo Agricultural School ab und wurde 1883 außerordentlicher Professor an derselben Schule. Er studierte von 1886 bis 1889 an der Harvard-Universität Botanik, war dann bis 1927 Professor für Botanik und Pflanzenpathologie.
Später wurde Miyabe Beamter am „Hokkaidō Entwicklungsamt“ (北海道振興局, Hokkaido shinkōkyoku). Unter der Leitung von Yatabe Ryōkichi begann er Untersuchungen von Pflanzen aus Hokkaidō, Chishima und Karafuto trugen häufig zur Kultur von Hokkaido bei. Er entdeckte die botanische Verteilungsgrenze innerhalb der Kurilen, die als „Miyabe-Linie“ bezeichnet wird.
Miyabe wurde während seines Studiums an der Sapporo Agricultural School Christ und Mitglied der „Sapporo Independent Christian Church“ (札幌独立キリスト教会, Sapporo dokuritsu Kiristo Kyōkai), gehörte, damals salopp gesagt, zur „Sapporo Band“.
1932 wurde Miyabe in die American Academy of Arts and Sciences gewählt, 1946 mit dem Kulturorden ausgezeichnet.